# جرج ژرمن
جرج ژرمن (انگلیسی: George Germain, 1st Viscount Sackville; ۲۶ ژانویهٔ ۱۷۱۶ – ۲۶ اوت ۱۷۸۵) سیاست‌مدار اهل پادشاهی بریتانیای کبیر بود.